# Жаров
Жаров (пољ. Żarów) град је у Пољској у Војводству доњошлеском. По подацима из 2012. године број становника у месту је био 6949.

## Становништво
| 2012. |
| ----- |
| 6.949 |

## Партнерски градови
- Нимбурк